# آدریان شمپر
آدریان شمپر (انگلیسی: Adrian Šemper؛ زادهٔ ۱۲ ژانویهٔ ۱۹۹۸) بازیکن فوتبال اهل کرواسی است که در حال حاضر برای باشگاه فوتبال کومو بازی می‌کند. 
از باشگاه‌هایی که در آن بازی کرده است می‌توان به باشگاه فوتبال کیه‌وو ورونا و باشگاه فوتبال دینامو زاگرب اشاره کرد.
وی همچنین در تیم‌های ملی فوتبال زیر۱۵، زیر ۱۶، زیر ۱۷، زیر ۱۸، زیر ۱۹ و زیر ۲۱ سال کرواسی بازی کرده است.